# 願いのせて feat. まるりとりゅうが & モン吉
「願いのせて」はSPICY CHOCOLATE Feat. まるりとりゅうが&モン吉の楽曲。SPICY CHOCOLATEのアルバム『TOKYO HEART BEATS』に収録されている。

## 曲の詳細
1. 願いのせて [3:39]
  - 作詞 : モン吉/まるりとりゅうが 作曲 : SPICY CHOCOLATE/モン吉